# DW Ribatski
Darlan Willian Ribatski, conhecido profissionalmente como DW Ribatski (Curitiba, 1982) é um artista plástico, ilustrador e quadrinista brasileiro. 
Colaborou com diversos jornais e revistas. Criou em parceria com o escritor Emilio Fraia a graphic novel Campo em Branco, publicada em 2013.

## Obras publicadas
- 2013 - Campo em Branco (Quadrinhos na Cia.)
- 2013 - Dois (Roax Press)
- 2012 - Como na Quinta Série (Balão Editorial)
- 2011 - La Naturalesa (Coleção MIL, Cachalote/Barba Negra)
- 2011 - Vigor Mortis (Quadrinhofilia/Zarabatana Books, com José Aguiar e Paulo Biscaia)